# Districte de Banská Bystrica
El districte de Banská Bystrica (en eslovac: Okres Banská Bystrica) és un dels 79 districtes d'Eslovàquia. Es troba a la regió de Banská Bystrica. Té una superfície de 809,43 km² i tenia 110.716 habitants (31 de desembre de 2019). La capital és Banská Bystrica.

## Demografia
| Godina             | 1994    | 2004    | 2014    | 2024    |
| ------------------ | ------- | ------- | ------- | ------- |
| Nombre de persones | 112.520 | 111.419 | 111.018 | 106.604 |
| Diferència         |         | −0,97%  | −0,35%  | −3,97%  |

| Godina             | 2023    | 2024    |
| ------------------ | ------- | ------- |
| Nombre de persones | 107.199 | 106.604 |
| Diferència         |         | −0,55%  |

## Llista de municipis

### Ciutats
- Banská Bystrica

### Pobles
Badín | Baláže | Brusno | Čerín | Dolná Mičiná | Dolný Harmanec | Donovaly | Dúbravica | Harmanec | Hiadeľ | Horná Mičiná | Horné Pršany | Hrochoť | Hronsek | Kordíky | Králiky | Kynceľová | Lučatín | Ľubietová | Malachov | Medzibrod | Motyčky | Moštenica | Môlča | Nemce | Oravce | Podkonice | Pohronský Bukovec | Poniky | Povrazník | Priechod | Riečka | Sebedín-Bečov | Selce | Slovenská Ľupča | Staré Hory | Strelníky | Špania Dolina | Tajov | Turecká | Vlkanová